# لی جی. کاب
لی. جی. کاب (به انگلیسی: Lee J. Cobb) ‏(۱۹۱۱–۱۹۷۶) بازیگر آمریکایی بود.
کاب با نام لئو جاکوب زاده شد. او بیشتر به خاطر بازی در فیلم ۱۲ مرد خشمگین و نامزدی جایزه اسکارش برای فیلم در بارانداز مشهور است.
او همچنین به عنوان یکی از آخرین فیلم‌های خود در جن‌گیر (۱۹۷۳) ایفای نقش کرد.
او همچنین در ۴ فصل اول سریال طولانی ویرجینیایی نیز بازی کرد.
او به خاطر بازی در نقش آدم‌های گستاخ، ترسناک و عصبانی مشهور است.
وی دو بار نامزد دریافت جایزه اسکار شده است.

## مرگ
کاب  بر اثر سکته قلبی در  وودلند هیلز کالیفرنیا درگذشت و در لس آنجلس به خاک سپرده شد. 

## بخشی از فیلم‌شناسی
- مرد محبوب و موفق (۱۹۳۹)
- آوای برنادت (۱۹۴۳)
- بومرنگ (۱۹۴۷)
- شانس ایرلندی (۱۹۴۸)
- سیروکو (۱۹۵۱)
- راز خانوادگی (۱۹۵۱)
- در بارانداز (۱۹۵۴)
- دست چپ خدا (۱۹۵۵)
- ۱۲ مرد خشمگین (۱۹۵۷)
- سه چهره ایو (۱۹۵۷)
- دختر مهمانی (۱۹۵۸)
- مردی از غرب (۱۹۵۸)
- برادران کارامازوف (۱۹۵۸)
- دام (۱۹۵۹)
- عمارت‌های سبز (۱۹۵۹)
- اما نه برای من (۱۹۵۹)
- خروج (۱۹۶۰)
- چهار سوار سرنوشت (۱۹۶۲)
- ویرجینیایی (سریال تلویزیونی، ۱۹۶۲)
- چگونه غرب تسخیر شد (۱۹۶۳)
- فریب کوگان (۱۹۶۸)
- طلای مکنا (۱۹۶۹)
- ماچو کالاهان (۱۹۷۰)
- ,,مرد  قانون ، ، (۱۹۷۱)
- جن‌گیر (۱۹۷۳)